# Jacques Bernard (acteur)
Pour les articles homonymes, voir Bernard et Jacques Bernard.
Jacques Bernard est un acteur français né le 7 mai 1929 à Paris 16e et mort le 18 février 2024 à Paris 14e . Il travaille pour le cinéma, le théâtre, la télévision et le doublage. Il est également parolier, auteur dramatique et a écrit un livre de souvenirs.

## Biographie
Sa mère, Josyane, était elle-même une vedette de l'écran à la fin des années 1920 et aux débuts du  cinéma parlant.
Révélé par Les Enfants terribles (1949) de Jean-Pierre Melville, il joue le frère de Martine Carol dans Caroline chérie (1950).
Il meurt le 18 février 2024 à l’âge de 94 ans.

## Théâtre

### Auteur
- 1961 : Niki-Nikou de Jacques Bernard, mise en scène Christian-Gérard, Théâtre de la Potinière
- 1977 : Une femme presque fidèle de Jacques Bernard, mise en scène Claude Brosset, Elysée-Montmartre

### Comédien
- Fin des années 1950 : tournées classiques, festivals
- 1958 : Faust de Paul Valéry, mise en scène Yves Gasc, Théâtre Gramont
- 1961 : Horace de Pierre Corneille, mise en scène Jean-François Rémi, Alliance française
- 1961 : Niki-Nikou de Jacques Bernard, mise en scène Christian-Gérard, Théâtre de la Potinière
- 1973 : Seul le poisson rouge est au courant de Jean Barbier et Dominique Nohain, mise en scène Dominique Nohain, Théâtre Charles de Rochefort, Théâtre des Nouveautés, puis Théâtre des Capucines
- 1977 : Une femme presque fidèle de Jacques Bernard, mise en scène Claude Brosset, Elysée-Montmartre

## Filmographie

### Acteur

#### Cinéma
- 1950 : Les Enfants terribles de Jean-Pierre Melville : Gérard
- 1951 : Caroline chérie de Richard Pottier : Henri de Bièvre
- 1953 : Horizons sans fin de Jean Dréville : Pigeon
- 1953 : Des quintuplés au pensionnat de René Jayet : Francis
- 1953 : Le Grand Pavois de Jack Pinoteau
- 1955 : Chantage de Guy Lefranc
- 1955 : Marguerite de la nuit
- 1955 : Tamango de John Berry
- 1957 : Police judiciaire de Maurice de Canonge
- 1960 : La Française et l'Amour : Récitant
- 1960 : Normandie-Niémen de Jean Dréville : Perrier
- 1961 : Alerte au barrage de Jacques Daniel-Norman :
- 1962 : Le Scorpion
- 1963 : Tante Aurore viendra ce soir : Léonard Berdiller
- 1966 : Le Chien fou d'Eddy Matalon : L'inspecteur
- 1966 : Les Combinards de Jean-Claude Roy : Claude
- 1967 : Comment les séduire de Jean-Claude Roy
- 1967 : Réseau secret de Jean Bastia
- 1968 : La Main noire de Max Pécas
- 1970 : Les Amours particulières (ou Malaise) de Gérard Trembasiewicz : Georges Garais
- 1973 : L'Insolent de Jean-Claude Roy : L’élégant
- 1973 : Le Sang des autres
- 1973 : Les Confidences érotiques d'un lit trop accueillant de Michel Lemoine
- 1974 : Les petites saintes y touchent de Michel Lemoine
- 1976 : Les Nuits chaudes de Justine de Jean-Claude Roy
- 1977 : La Grande Extase
- 1981 : Madame Claude 2 : Pelletier

#### Télévision
- 1958 : L'Alcade de Zalamea, téléfilm de Marcel Bluwal
- 1961 : Épreuves à l'appui (Les Cinq Dernières Minutes no 21) de Claude Loursais
- 1965 : Les Cinq Dernières Minutes, épisode La Chasse aux grenouilles de Claude Loursais
- 1968 : Tarif de nuit (Les Cinq Dernières Minutes, épisode no 46, TV) de Guy Séligmann
- 1972 : Figaro-ci, Figaro-là (téléfilm) : La Blache
- 1973 : Joseph Balsamo, feuilleton télévisé d'André Hunebelle : Le Dauphin
- 1973 : La Ligne d'ombre (téléfilm) : Gabriel
- 1974 : Cadoudal (téléfilm) : Thriot
- 1974 : Le Fol Amour de Monsieur de Mirabeau (feuilleton télé) : Saint-Mauris
- 1975 : Marie-Antoinette (série télévisée)
- 1976 : Au théâtre ce soir : Une femme presque fidèle de Jacques Bernard, mise en scène Jacques Mauclair, réalisation Pierre Sabbagh, Théâtre Édouard VII
- 1977 : Les Enquêtes du commissaire Maigret, épisode : Maigret et Monsieur Charles de Jean-Paul Sassy
- 1982 : La Tendresse de Bernard Queysanne

### Scénariste et dialoguiste
- 1970 : Les Amours particulières (ou Malaise)

## Doublage

### Cinéma

#### Films
- Jackie Chan dans (12 films) :
  - La Nouvelle Fureur de vaincre : A Lung
  - Le Vengeur : Hsiao Lei
  - Le Chinois se déchaîne : Chien Fu
  - Le Maître chinois : Wong Fei-hung (1er doublage)
  - L'Irrésistible : Yi-Lang
  - La Hyène intrépide : Shing Lung
  - Le Poing de la vengeance : Tang How-yuen
  - Le Protecteur : Jiang
  - La Mission Fantastique : Sammy
  - Dragon Lord : Dragon
  - Le Marin des mers de Chine : Dragon Mi Yong
  - Le Flic de Hong Kong : Muscle
- Udo Kier dans (2 films) :
  - Chair pour Frankenstein : Baron Frankenstein
  - Du sang pour Dracula : Comte Dracula
- Marcel Dalio[n 1] dans (2 films) : 
  - Shanghai Gesture : Marcel (2e doublage de 1987)
  - Casablanca : le croupier (2e doublage de 1980)
- Gordon Liu dans (2 films) : 
  - Shaolin contre Mantis : Lao Chung
  - Shaolin contre Wu Tong : Hung Yung-Kit

- 1936[3] : Les Mondes futurs : Richard Gordon (Derrick De Marney)
- 1961 : La Chambre des tortures : Francis Barnard (John Kerr)
- 1963 : Le Plus Sauvage d'entre tous : Lon « Lonnie » Bannon (Brandon De Wilde)
- 1963 : Goliath et l'Hercule noir : Alexandre le Grand (Gabriele Antonini)
- 1963 : Le Combat du capitaine Newman : le lieutenant Alderson (Dick Sargent)
- 1963 : Patrouilleur 109 : Raymond Albert (David Whorf)
- 1964 : Quatre Garçons dans le vent : Paul McCartney (Lui-même)
- 1964 : Les Ambitieux : David Woolf (Tom Lowell)
- 1964 : Les Cheyennes : le fougueux lieutenant Scott (Patrick Wayne)
- 1965 : Opération Crossbow : le lieutenant Kenny Post (John Fraser)
- 1965 : Help! : Paul (Paul McCartney)
- 1966 : Raspoutine, le moine fou : Vasily (Brian Marshall)
- 1971 : Je suis vivant ! : Gregory Moore (Jean Sorel)
- 1971 : Dialogue de feu : le jeune pistolero (Keith Carradine)
- 1972 : La Clinique en folie : Francis (Jack Mullaney)
- 1974 : Massacre à San Francisco : Chuck, le big boss (Chuck Norris)
- 1975 : Boss Nigger : Jed Clayton (William Smith)
- 1975 : Les Quatre de l'apocalypse : Stubby Preston (Fabio Testi)
- 1976 : Flics en jeans : Norman Shelley (Jack Palance)
- 1977 : Summer City : Scollop (Mel Gibson)
- 1978 : La Taverne de l'enfer : Lenny Carboni (Armand Assante)
- 1978 : La Mante religieuse : Wei Fung (David Chiang)
- 1979 : L'Ultime Attaque : le lieutenant Harford (Ronald Pickup)
- 1980 : La Maison au fond du parc : Alex (David Hess)
- 1980 : Faut pas pousser : le docteur (Larry Quackenbush)
- 1981 : Le Jeu de la mort 2 : Billy et Bobby Lo (Kim Tai Chung)
- 1981[n 2] : Evil Dead : Scott (Richard DeManincor) (1er doublage)
- 1982 : L'Exécuteur défie l'empire du kung fu : Song (Hwang Jang-lee)
- 1986 : Mafia Salad : Bobby Dilea (Harvey Keitel)
- 1990 : Guerres de l'ombre : Hannibal (Vernon Wells)
- 1995 : Seven : le docteur Beardsley (Richard Portnow)

#### Films d'animation
- 1985[n 3] : 20.000 Lieues sous les Mers : Pierre Arronax
- 1988[n 4] : La Flèche noire : Clipsby

### Télévision

#### Séries télévisées
- 1952-1960 : Papa a raison : James « Bud » Anderson (Billy Gray)
- 1962-1971 : Le Virginien : Steve Hill (Gary Clarke (en))
- 1983-1984 : Sharivan : le narrateur (Issei Masamune) (voix)
- 1984-1985 : Bioman : Jacky Gor / Force Rouge (Ryosuke Sakamoto (id))
- 1984-1985 : Capitaine Sheider : Kojiro (Masayuki Suzuki (ja))

#### Séries d'animation
- 1976[n 5] : Candy Candy : Sam (épisode 19)
- 1978-1979[n 6] : Capitaine Flam : Sohol
- 1984-1985[n 7] : Sab-Rider : Jesse
- 1986[n 8] : Inhumanoids[4] : Dr Edward « Arthur » Auguter et la voix-off du générique
- 1998-1999[n 9] : Neoranga[5] : voix additionnelles
- 2001[n 10] : Noir : Tristan

## Radio
- 1970-1997 : La Tribune de l’Histoire (émission radiophonique, France Inter) : interprète
- Plusieurs dramatiques comme auteur et interprète

## Discographie
Chansons interprétées et écrites par Jacques Bernard
- 1982 : Fidèle à ma façon, composée par Jacky Reggan
- 1982 : Les bas noirs, composée par Jacky Reggan
- Jacques Bernard a aussi écrit des chansons interprétées par Rika Zaraï, Anne Vanderlove et Jean-Claude Pascal

## Publications
- Le présent du passé : souvenirs d’un acteur, Éditions L'Harmattan, 2012, 200 p.  (ISBN 9782296968141)